# Matty Cash
Matthew Stuart Cash (Slough, 7 augustus 1997) – beter bekend als Matty Cash is een Pools-Engels profvoetballer die doorgaans als rechtervleugelverdediger. Hij maakte in de zomer van 2020 de overstap van Nottingham Forest naar Aston Villa. Cash is sinds 2021 international van Polen.

## Clubcarrière

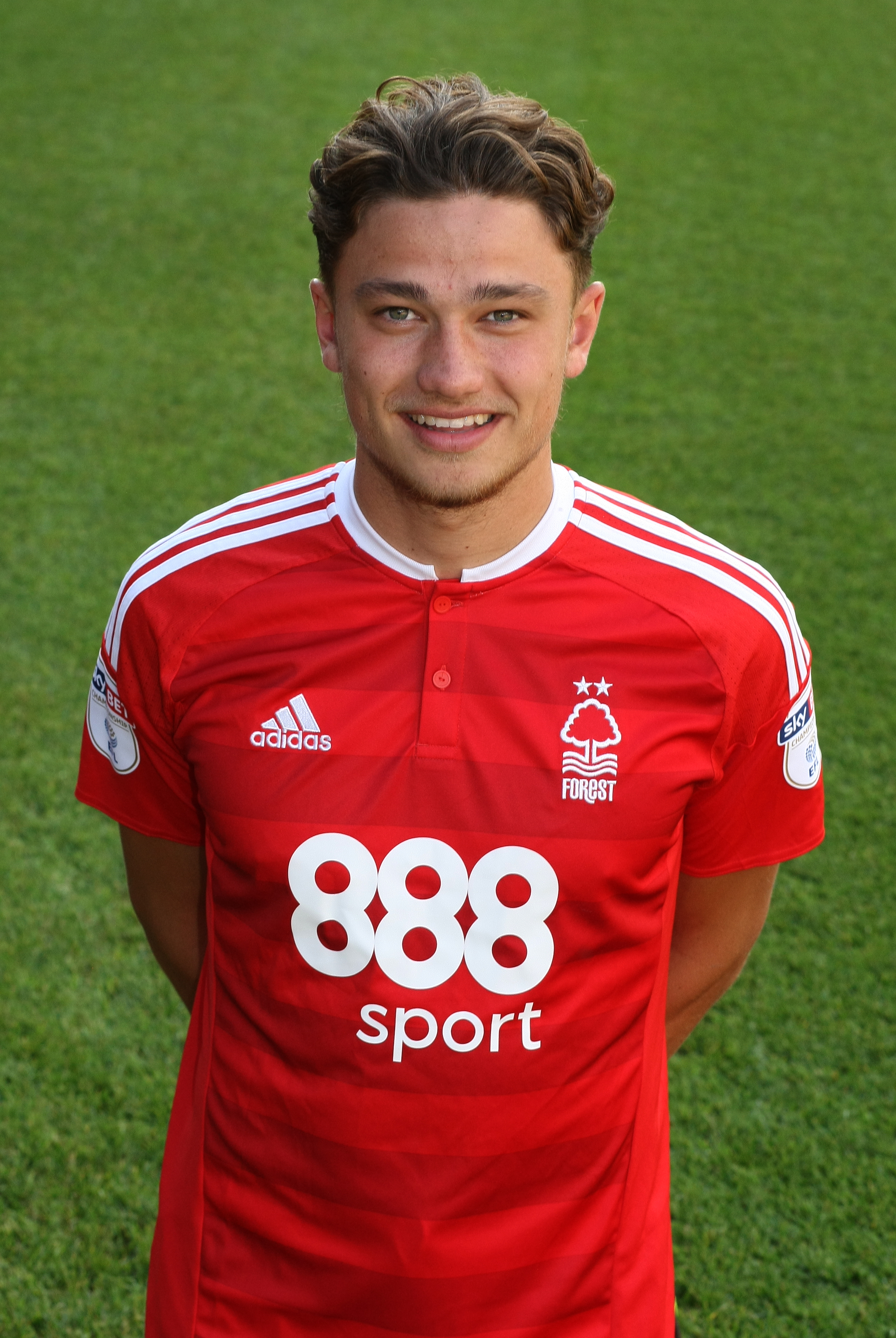
Cash in 2016 als speler van Nottingham Forest

### Nottingham Forest
Cash begon zijn carrière bij de jeugd van Wycombe Wanderers en FAB Academy. In 2014 voegde hij zich bij de jeugd van Nottingham Forest. Van maart 2016 tot juli 2016 werd Cash uitgeleend aan Dagenham & Redbridge. Daar speelde hij in één seizoen twaalf wedstrijden als aanvallende middenvelder, waarin hij tot drie goals en drie assists kwam.
In de zomer van 2016 keerde Cash terug naar Nottingham Forest en maakte de overstap naar de eerste ploeg. Op 6 augustus 2016 maakte hij zijn debuut in de Championship in de uitwedstrijd tegen Burton Albion. Cash speelde de volledige wedstrijd. Op 24 februari 2018 maakte Cash zijn eerste doelpunt in de met 2–5 gewonnen wedstrijd tegen QPR. Hij speelde vier seizoenen voor Nottingham Forest, voornamelijk als rechtermiddenvelder of centrale middenvelder. In zijn laatste seizoen speelde hij alles vanaf rechtsback. Hij kwam in vier seizoenen tot 141 wedstrijden voor Nottingham Forest, waarin hij goed was voor dertien goals en vijftien assists.

### Aston Villa
Op 3 september 2020 transfereerde Cash voor 16 miljoen pond naar Aston Villa, dat uitkwam in de Premier League. Daar maakte hij op 21 september tegen Sheffield United zijn debuut voor Aston Villa. Hij speelde 28 competitiewedstrijden in zijn eerste seizoen in Birmingham. Op 18 september 2021 maakte hij tegen Everton zijn eerste doelpunt voor Aston Villa. Op 10 maart 2022 was hij goed voor een goal en een assist in een 3-0 overwinning op Leeds United. Hij was voor vier goals en vier assists in zijn tweede seizoen en miste bovendien geen enkele competitiewedstrijd.
In het seizoen 2022/23 miste hij een deel van de tweede seizoenshelft, waardoor hij slechts tot 28 wedstrijden kwam. Wel eindigde hij met Aston Villa zevende, wat deelname aan de UEFA Conference league betekende. In die competitie maakte hij op 21 september 2023 tegen Legia Warschau zijn debuut, doordat in de voorronde mede door een goal van Cash werd afgerekend met Hibernian FC. Hij maakte op 18 april 2024 in de kwartfinale tegen Lille OSC in de 87'ste minuut een belangrijke 2-1, die verlenging betekende. Uiteindelijk won Aston Villa op strafschoppen, Cash benutte de derde Engelse pingel.

## Clubstatistieken
| Seizoen                    | Club              | Competitie     | Competitie | Competitie | Beker | Beker | Internationaal | Internationaal | Totaal | Totaal |
| Seizoen                    | Club              | Competitie     | Wed.       | Dlp.       | Wed.  | Dlp.  | Wed.           | Dlp.           | Wed.   | Dlp.   |
| -------------------------- | ----------------- | -------------- | ---------- | ---------- | ----- | ----- | -------------- | -------------- | ------ | ------ |
| 2015/16                    | → Dag & Red       | League Two     | 12         | 3          | —     | —     | —              | —              | 12     | 3      |
| 2016/17                    | Nottingham Forest | Championship   | 28         | 0          | 2     | 0     | —              | —              | 30     | 0      |
| 2017/18                    | Nottingham Forest | Championship   | 23         | 2          | 4     | 2     | —              | —              | 27     | 4      |
| 2018/19                    | Nottingham Forest | Championship   | 36         | 6          | 5     | 2     | —              | —              | 41     | 8      |
| 2019/20                    | Nottingham Forest | Championship   | 42         | 3          | 3     | 0     | —              | —              | 45     | 3      |
| 2020/21                    | Aston Villa       | Premier League | 28         | 0          | 0     | 0     | —              | —              | 28     | 0      |
| 2021/22                    | Aston Villa       | Premier League | 38         | 4          | 2     | 0     | —              | —              | 40     | 4      |
| 2022/23                    | Aston Villa       | Premier League | 26         | 0          | 2     | 0     | —              | —              | 28     | 2      |
| 2023/24                    | Aston Villa       | Premier League | 29         | 2          | 4     | 1     | 13             | 2              | 46     | 5      |
| Carrièretotaal             | Carrièretotaal    | Carrièretotaal | 262        | 20         | 22    | 5     | 13             | 2              | 297    | 25     |
| Bijgewerkt op 22 mei 2024. |                   |                |            |            |       |       |                |                |        |        |

## Interlandcarrière
Cash kwam nooit uit voor Engeland. In oktober 2021 werd bekend dat Cash de Poolse nationaliteit aannam, die hij verkreeg door zijn moeder die van Poolse afkomst is. Hij werd in november 2021 voor het eerste geselecteerd voor het Pools voetbalelftal door bondscoach Paulo Sousa.
| Interlands van Matty Cash voor Polen | Interlands van Matty Cash voor Polen | Interlands van Matty Cash voor Polen | Interlands van Matty Cash voor Polen | Interlands van Matty Cash voor Polen | Interlands van Matty Cash voor Polen |
| №                                    | Datum                                | Wedstrijd                            | Uitslag                              | Competitie                           | Goals                                |
| Als speler bij Aston Villa           | Als speler bij Aston Villa           | Als speler bij Aston Villa           | Als speler bij Aston Villa           | Als speler bij Aston Villa           | Als speler bij Aston Villa           |
| ------------------------------------ | ------------------------------------ | ------------------------------------ | ------------------------------------ | ------------------------------------ | ------------------------------------ |
| 1                                    | 12 november 2021                     | Andorra – Polen                      | 1 – 4                                | Kwalificatie WK 2022                 |                                      |
| 2                                    | 15 november 2021                     | Polen – Hongarije                    | 1 – 2                                | Kwalificatie WK 2022                 |                                      |
| 3                                    | 24 maart 2022                        | Schotland – Polen                    | 1 – 1                                | Vriendschappelijk                    |                                      |
| 4                                    | 29 maart 2022                        | Polen – Zweden                       | 2 – 0                                | Kwalificatie WK 2022                 |                                      |
| 5                                    | 8 juni 2022                          | België – Polen                       | 6 – 1                                | UEFA Nations League 2022/23          |                                      |
| 6                                    | 11 juni 2022                         | Nederland – Polen                    | 2 – 2                                | UEFA Nations League 2022/23          | 18'                                  |
| 7                                    | 14 juni 2022                         | Polen – België                       | 0 – 1                                | UEFA Nations League 2022/23          |                                      |

2 Cash ·
3 Carlos ·
4 Konsa ·
5 Mings ·
6 Barkley ·
7 McGinn  ·
8 Tielemans ·
Rashford ·
10 Buendía ·
11 Watkins ·
12 Digne ·
14 Torres ·
18 Gauci ·
19 Philogene ·
20 Nedeljković ·
22 Maatsen ·
23 Martínez ·
24 Onana ·
25 Olsen ·
26 Bogarde ·
27 Rogers ·
30 Hause ·
31 Bailey ·
41 Ramsey ·
44 Kamara ·
50 Swinkels ·
Coach: Emery
1 Szczęsny ·
2 Cash ·
3 Jędrzejczyk ·
4 Wieteska ·
5 Bednarek ·
6 Bielik ·
7 Milik ·
8 D. Szymański ·
9 Lewandowski  ·
10 Krychowiak ·
11 Grosicki ·
12 Skorupski ·
13 Kaminski ·
14 Kiwior ·
15 Glik ·
16 Świderski ·
17 Żurkowski ·
18 Bereszyński ·
19 S. Szymański ·
20 Zieliński ·
21 Zalewski ·
22 Grabara ·
23 Piątek ·
24 Frankowski ·
25 Gumny ·
26 Skóraś ·
Coach: Michniewicz